# Stazione meteorologica di Casina
La stazione meteorologica di Casina o stazione meteorologica La Stella è la stazione meteorologica di riferimento relativa alla località di Casina. È situata in località La Stella in prossimità dei ripetitori radiotelevisivi di Rai Way.

## Coordinate geografiche
La stazione meteo si trova nell'Italia nord-orientale, in Emilia-Romagna, in Provincia di Reggio nell'Emilia, nel comune di Casina, a 729 metri s.l.m. e alle coordinate geografiche 44°31′47.66″N 10°29′26.59″E.

## Dati climatologici
In base alla media trentennale di riferimento 1961-1990, la temperatura media del mese più freddo, gennaio, si attesta a +0,7 °C; quella del mese più caldo, luglio, è di +21,5 °C .
| Casina             | Mesi | Mesi | Mesi | Mesi | Mesi | Mesi | Mesi | Mesi | Mesi | Mesi | Mesi | Mesi | Stagioni | Stagioni | Stagioni | Stagioni | Anno |
| Casina             | Gen  | Feb  | Mar  | Apr  | Mag  | Giu  | Lug  | Ago  | Set  | Ott  | Nov  | Dic  | Inv      | Pri      | Est      | Aut      | Anno |
| ------------------ | ---- | ---- | ---- | ---- | ---- | ---- | ---- | ---- | ---- | ---- | ---- | ---- | -------- | -------- | -------- | -------- | ---- |
| T. max. media (°C) | 3,9  | 6,1  | 10,1 | 15,3 | 19,1 | 24,5 | 27,1 | 25,7 | 21,6 | 15,1 | 9,5  | 4,6  | 4,9      | 14,8     | 25,8     | 15,4     | 15,2 |
| T. min. media (°C) | −2,5 | −1,7 | 2,1  | 6,1  | 9,5  | 13,6 | 15,9 | 15,7 | 12,8 | 7,8  | 4,0  | −0,7 | −1,6     | 5,9      | 15,1     | 8,2      | 6,9  |